# Силица
Силица (слч. Silica) насељено је мјесто са административним статусом сеоске општине (слч. obec) у округу Рожњава, у Кошичком крају, Словачка Република.

## Становништво
| Година:    | 1994. | 2004.   | 2014.   | 2024.   |
| ---------- | ----- | ------- | ------- | ------- |
| Број људи: | 638   | 582     | 553     | 519     |
| Разлика:   |       | -8,77 % | -4,98 % | -6,14 % |

| Година:    | 2023. | 2024.   |
| ---------- | ----- | ------- |
| Број људи: | 527   | 519     |
| Разлика:   |       | -1,51 % |

Према подацима о броју становника из 2011. године насеље је имало 566 становника.